# بخش پسکوه
بخش پسکوه، یکی از بخش‌های شهرستان سیب و سوران در استان سیستان و بلوچستان ایران است. مرکز این بخش، روستای پسکوه است.

## تقسیمات کشوری
- بخش پسکوه
  - دهستان سرسوره
  - دهستان پسکوه

## جمعیت
بر پایه سرشماری عمومی نفوس و مسکن در سال ۱۳۹۵، جمعیت بخش پسکوه برابر با ۱۶٬۴۶۲ نفر بوده‌است.